# Solieria vaga
Solieria vaga är en tvåvingeart som först beskrevs av Robineau-desvoidy 1849.  Solieria vaga ingår i släktet Solieria och familjen parasitflugor.
Artens utbredningsområde är Frankrike. Inga underarter finns listade i Catalogue of Life.